# Cymbopogon martini
Palmarosa
Espèce
Cymbopogon martini, le Palmarosa, est une espèce de plantes herbacées de la famille des Poacées et du genre Cymbopogon. Originaire d'Inde et d'Indochine, cette graminée est cultivée pour son huile essentielle dégageant une odeur douce et semblable à celle de la rose. 

## Noms français
En français, Cymbopogon martinii est nommé « Palmarosa, », un nom vernaculaire donné en raison de l'arôme floral de rose parfumé qu'elle dégage. Cette espèce est également appelée « Géranium des Indes », « Géranium Indien », « e Rosha » et « herbe à Rosha »[réf. nécessaire]. On distille aussi une variété de qualité inférieure, Cymbopogon sofia, improprement appelée « Herbe de Gingembre ».

## Description et répartition

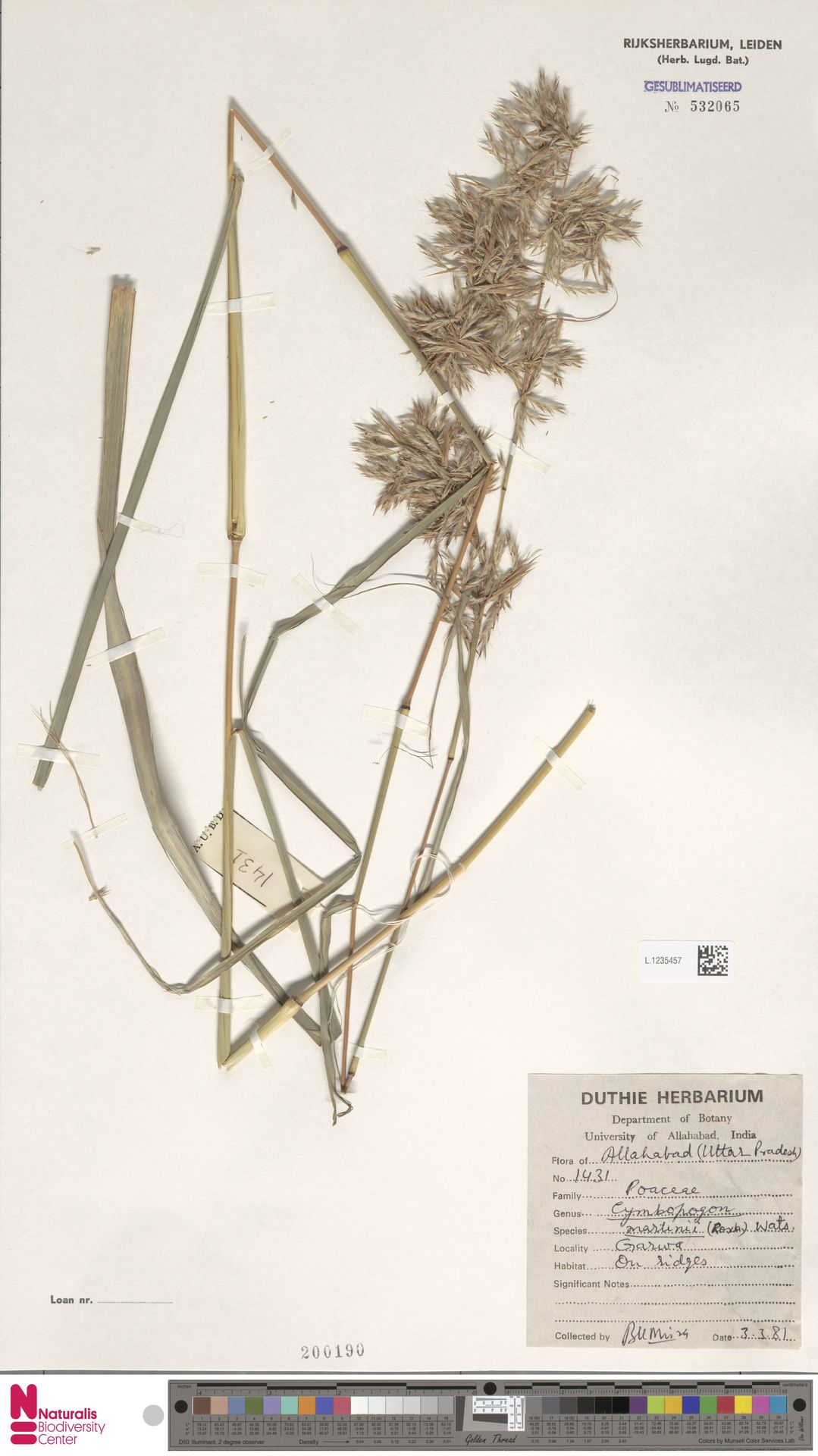
Exsiccata de Cymbopogon martini récolté dans l'Uttar Pradesh en Inde.

Cette graminée pousse assez haut, allant de 1 à 3 mètres de hauteur avec une couleur vert pâle et une tige forte et mince. Cette espèce pousse lentement, prenant trois mois pour fleurir. Le Palmarosa pousse à l'état sauvage dans les zones humides des provinces de l'Inde, du Népal et de l'Indochine.

## Culture
En dehors de son biotope d'origine, le moyen le plus efficace de faire pousser du Palmarosa est dans une pépinière fortement irriguée et un pH du sol de 7 à 8. Deux ou trois jours avant de semer, il est préférable de submerger le sol d'eau pour augmenter son humidité au-dessus de 60%, ce qui améliore la germination des graines et le contrôle des mauvaises herbes. Il est également recommandé d'inonder le sol une fois par mois, prioritairement durant les 40 premiers jours. Le Palmarosa apprécie un sol à texture sableuse avec une faible teneur en azote, suffisamment de phosphore et de potassium. Les mauvaises herbes sont un problème, et, les garder hors des lits de pépinière par culture intercalaire et désherbage manuel augmente le rendement.  La culture intercalaire est pratiquée avec le Pois Cajan, ainsi que le mil et le sorgho. Le palmarosa peut être récolté trois à quatre fois par an,.

## Huile essentielle
L'huile essentielle de Palmarosa est utilisée pour les parfums et les cosmétiques à odeur de rose, ainsi qu'en aromathérapie. Elle est extraite des feuilles et de la tige de la graminée par distillation durant deux à trois heures.

### Propriétés
L'huile essentielle de cette graminée est un nématicide, un insecticide, un insectifuge, notamment contre les moustiques, un bactéricide,, et un fongicide.

### Contre-indications
Comme toutes les huiles essentielles, elle est déconseillée chez les femmes enceintes et chez les enfants de moins de trois ans.

## Synonymie
Cymbopogon martini a pour synonymes :
- Andropogon calamus-aromaticus Royle
- Andropogon martini Robx.
- Andropogon martini Roxb.
- Andropogon pachnodes Trin.
- Andropogon pachnoides Trin.
- Andropogon schoenanthus var. martini (Roxb.) Benth.
- Andropogon schoenanthus var. martini (Roxb.) Hook.f.
- Cymbopogon lanceifolium L.Liu
- Cymbopogon martini var. sofia B.K.Gupta
- Cymbopogon martinianus Schult.
- Cymbopogon martinii (Roxb.) J.F.Watson
- Cymbopogon motia B.K.Gupta
- Cymbopogon pachnodes (Trin.) W.Watson
- Cymbopogon pachnoides (Trin.) W.Watson
- Gymnanthelia martini (Roxb.) Andersson